# Télbratyó
A Télbratyó (eredeti címe: Fred Claus) 2007-es amerikai karácsonyi fantasy vígjáték, amelyet David Dobkin rendezett. A forgatókönyvet Dan Fogelman írta. A főszerepben Vince Vaughn és Paul Giamatti látható. Amerikában 2007. november 9.-én jelent meg. A film A legend of Santa and his brother Fred című versen alapul. A film megosztotta a kritikusokat.

## Cselekmény
Fred Claus, a Mikulás elkeseredett bátyja kénytelen az Északi-sarkra költözni, hogy készpénzért cserébe segítsen a Mikulásnak és a manóknak a karácsonyi előkészületekben.

## Szereplők
| Karakter           | Színész              | Magyar hang       |
| ------------------ | -------------------- | ----------------- |
| Fred Claus         | Vince Vaughn         | Haás Vander Péter |
| Nick (Santa) Claus | Paul Giamatti        | Józsa Imre        |
| Annette Claus      | Miranda Richardson   | Zsurzs Kati       |
| Willie             | John Michael Higgins | Hannus Zoltán     |
| Charlene           | Elizabeth Banks      | Haumann Petra     |
| Wanda              | Rachel Weisz         | Major Melinda     |
| Clyde Northcut     | Kevin Spacey         | Barbinek Péter    |
| Claus mama         | Kathy Bates          | Halász Aranka     |
| Claus papa         | Trevor Peacock       | Pálfai Péter      |
| DJ Donnie          | Ludacris             | Szabó Máté        |
| Bob, kobold        | Jeremy Swift         | Rosta Sándor      |
| Linda, kobold      | Elizabeth Berrington | Pap Katalin       |
| Leon               | Rio Hackford         | Kapácsy Miklós    |
| Slam               | Bobb'e J. Thompson   | Timon Barnabás    |
| Dr. Goldfarb       | Allan Corduner       | Cs. Németh Lajos  |
| Fred 6 évesen      | Jordon Hull          |                   |
| Fred 12 évesen     | Liam James           | Penke Bence       |
| Nick 6 évesen      | Theo Stevenson       | Penke Soma        |
| Önmaga             | Frank Stallone       | Jakab Csaba       |
| Önmaga             | Stephen Baldwin      | Juhász György     |
| Önmaga             | Roger Clinton        |                   |

## Számlista
A film zenéjét Christophe Beck szerezte, de a felhasznált számok egy része az Alan Silvestri által összeállított Egértanya című filmből származik. Szerepe mellett Ludacris a "Ludacrismas" című dalt is előadta a filmhez. A dal tartalmaz néhány betétdalt is a "Here Comes Santa Claus"-ból.

## Bevétel
A film az első hétvégén 18.515.473 dolláros bevételt hozott, és 2008. február 14-én zárt, amely Észak-Amerikában 72.006.777 dollárt, más területeken pedig 25.831.572 dolláros bevételt ért el, így a film világszerte összesen 97.838.349 dolláros bevételt hozott. A film az első hétvégén az első helyen végzett az Egyesült Királyságban, 1,93 millió font bevételt hozva. Egy hétig tartotta a csúcsot, amíg Az arany iránytű meg nem előzte.

## Médiakiadás
A film 2008. november 25-én jelent meg DVD-n és Blu-rayen. A különleges tartalmak között 25 percnyi törölt jelenet és David Dobkin rendező audiokommentárja is szerepel. A Blu-ray kiadás tartalmazza a Ludacris "Ludacrismas" című dalához készült videoklipet nagy felbontásban, valamint a Fred Claus: Race to Save Christmas című bónuszlemezt is.

## Fogadtatás
A Rotten Tomatoes oldalán 21%-ot ért el, 143 kritika alapján, és 4.29 pontot szerzett a tízből. A Metacritic oldalán 42 pontot szerzett a százból, 31 kritika alapján. A CinemaScore oldalán átlagos minősítést kapott.
A Variety magazin kritikusa, Brian Lowry szintén negatívan értékelte.